# کتاب خوب
کتاب خوب (به انگلیسی: The Good Book) کتابی نوشته فیلسوف انگلیسی ای. سی. گریلینگ در سال ۲۰۱۱ است. این کتاب با نام کامل کتاب خوب: یک انجیل انسان‌گرا، به سبک و با لحن انجیل، ولی با آموزه‌های سکولار و به دور از ماوراطبیعه نوشته شده‌است.
گریلینگ از متون هزاران کتاب و صدها نویسنده در نوشتن این کتاب بهره گرفته‌است.
این کتاب به سبک کتاب مقدس، به عنوان مرجعی برای اخلاق سکولار نوشته شده‌است. در نوشتن کتاب از فلسفه‌های غیر دینی و داستان‌های پندآموز یونان باستان، چین، رم، هند، تمدن عرب، رنسانس در اروپا و عصر روشنگری استفاده شده‌است. همچنین خلاصه‌ای از اکتشافات علمی از قرن ۱۹ تا به امروز در کتاب آورده شده‌است.
در فصل پایانی کتاب، ده فرمان نسخه انسان‌گرای سکولار آورده شده‌است.
۱- خوب دوست بدار
۲- در همه چیز نیکی را بجوی
۳- به کسی آزار مرسان
۴- برای خودت فکر کن
۵- مسئولیت‌پذیر باش
۶- به طبیعت احترام بگذار
۷- نهایت تلاشت را بکن
۸- مطلع باش
۹- مهربان باش
۱۰- شجاع باش